# Užur
Užur (rusky Ужур) je město v Krasnojarském kraji v Ruské federaci. Při sčítání lidu v roce 2010 měl přes šestnáct tisíc obyvatel.

## Poloha
Užur leží v povodí Čulymu v takzvané Užurské bráně severovýchodně od pohoří Kuzněcký Alatau a jihozápadně od hřebene Solgonskij krjaž. Od Krasnojarsku, správního střediska kraje, je Užur vzdálen přibližně 200 kilometrů jihozápadně.
Přes město prochází Ačinsko-Minusinská dráha vedoucí z Ačinsku do Tigeje (poblíž Abakanu). Také zde od severu k jihu prochází silnice z Ačinsku do Abakanu, která je zde křížena silnicí ze západu ze Šarypova na východ do Balachty.
Na jihu sousedí Užur s uzavřeným sídlem Solněčnyj, kde je základna Raketových vojsk strategického určení s mezikontinentálními balistickými raketami R-36M.

## Dějiny
Obec byla založena v roce 1760 jako sídlo Chakasů a pojmenována podle zdejšího potoka.
Její rozvoj začíná být urychlován od roku 1914 výstavbou železniční trati. Ta byla ovšem za první světové války a ruské občanské války jen v provizorním provozu a řádného dokončení se dočkala až ve dvacátých letech.
Od roku 1953 je Užur městem. V té době také počet jeho obyvatel stoupal a v roce 1989 jich bylo přes osmadvacet tisíc. Po rozpadu Sovětského svazu ale počet obyvatel výrazně poklesl.

### Rodáci
- Stěpan Romanovič Nadolskij (1882–1943), sochař
- Tamara Samsonovová (* 1947), vražedkyně